# Chartocerus philippiae
Chartocerus philippiae is een vliesvleugelig insect uit de familie Signiphoridae. De wetenschappelijke naam is voor het eerst geldig gepubliceerd in 1957 door Risbec.